# Leonardo Loredano

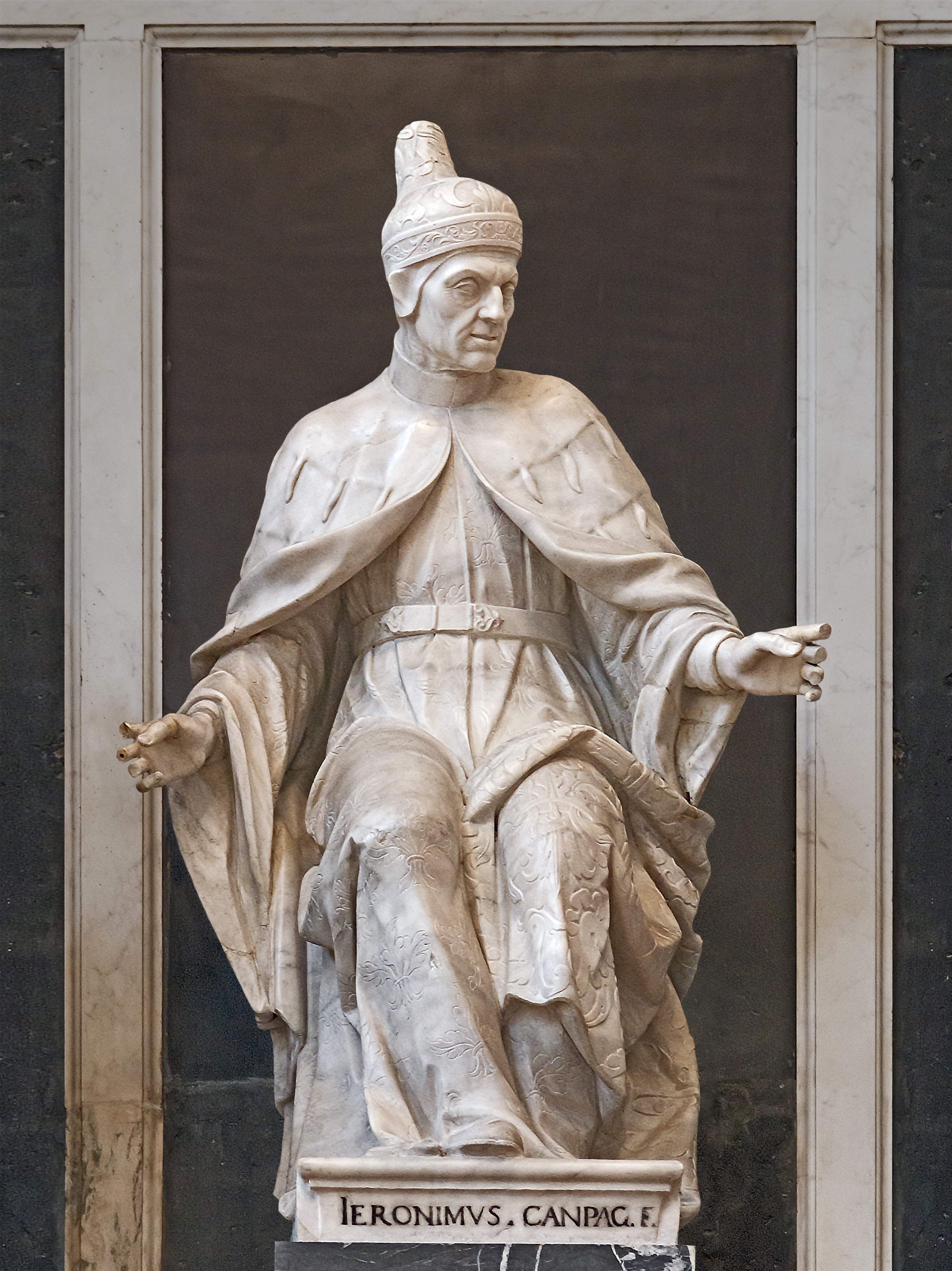
Jego grób, w Wenecji.

Leonardo Loredano lub Loredan (ur. 16 listopada 1436 w Wenecji, zm. 21 czerwca 1521 tamże) – doża Wenecji od 2 listopada 1501 do 21 czerwca 1521.